# Pszczelarz (obraz Iwana Kramskiego)
Pszczelarz (ros. Пасечник) – obraz olejny namalowany przez rosyjskiego malarza Iwana Kramskiego w 1872 roku, znajdujący się w zbiorach Galerii Tretiakowskiej w Moskwie.

## Opis
Iwan Kramskoj który był jednym z najlepszych portrecistów epoki, przywiązywał dużą wagę do wewnętrznego świata człowieka i jego duchowych doświadczeń. W portretach robotników rolnych autorstwa Kramskiego, którzy doświadczyli trudów pańszczyzny, widoczny jest szczegółowy opis psychologiczny i najlepsze cechy rosyjskiego chłopstwa.
Zgarbiona postać pszczelarza z kosą uwypukla jego starość i samotność, gdyż rosyjscy pszczelarze osiedlali się przeważnie w chutorach położonych z dala od wsi. Zdając sobie sprawę ze swojej nieuchronnie zbliżającej się słabości fizycznej, starzec kontynuuje swoją wieloletnią pracę z pszczołami i ulami widocznymi w głębi obrazu. Głowa starca jest nisko opuszczona, przed oczami pojawiają się obrazy z jego życia, młodość zostaje w tyle. Cały cenny majątek właściciela pasieki składa się z dużego krzyża zawieszonego na szyi i żelaznego klucza na sznurku przywiązanego do pasa. Palące promienie słońca kładą się jasnym blaskiem na pomarszczonej twarzy i spracowanych rękach chłopa oraz na jego prostym, lekkim ubraniu. Kwitnące rośliny na łące i trawa więdnąca na słońcu, zostały namalowane przez Kramskiego z największą autentycznością. Artysta przedstawiając tę codzienną scenę, zastanawia się nad krótkim czasem życia człowieka przed odwiecznym cyklem natury.